# 유로비전 송 콘테스트 1975
유로비전 송 콘테스트 1975(EUROVISION SONG CONTEST MARCH 22 1975 STOCKHOLM)는 스웨덴 스톡홀름에서 열린 제 20회 유로비전 송 콘테스트이다. 전의 19회 콘테스트에서 스웨덴이 우승하여 개최권을 획득하였다. 종전의 5점 만점제가 문제가 많아 12점 만점제를 새로 채택했다. 그러나 0점 채점제는 그대로 유지했다.